# Tadeusz Kościuszko

A Kościuszko család nemesi címere

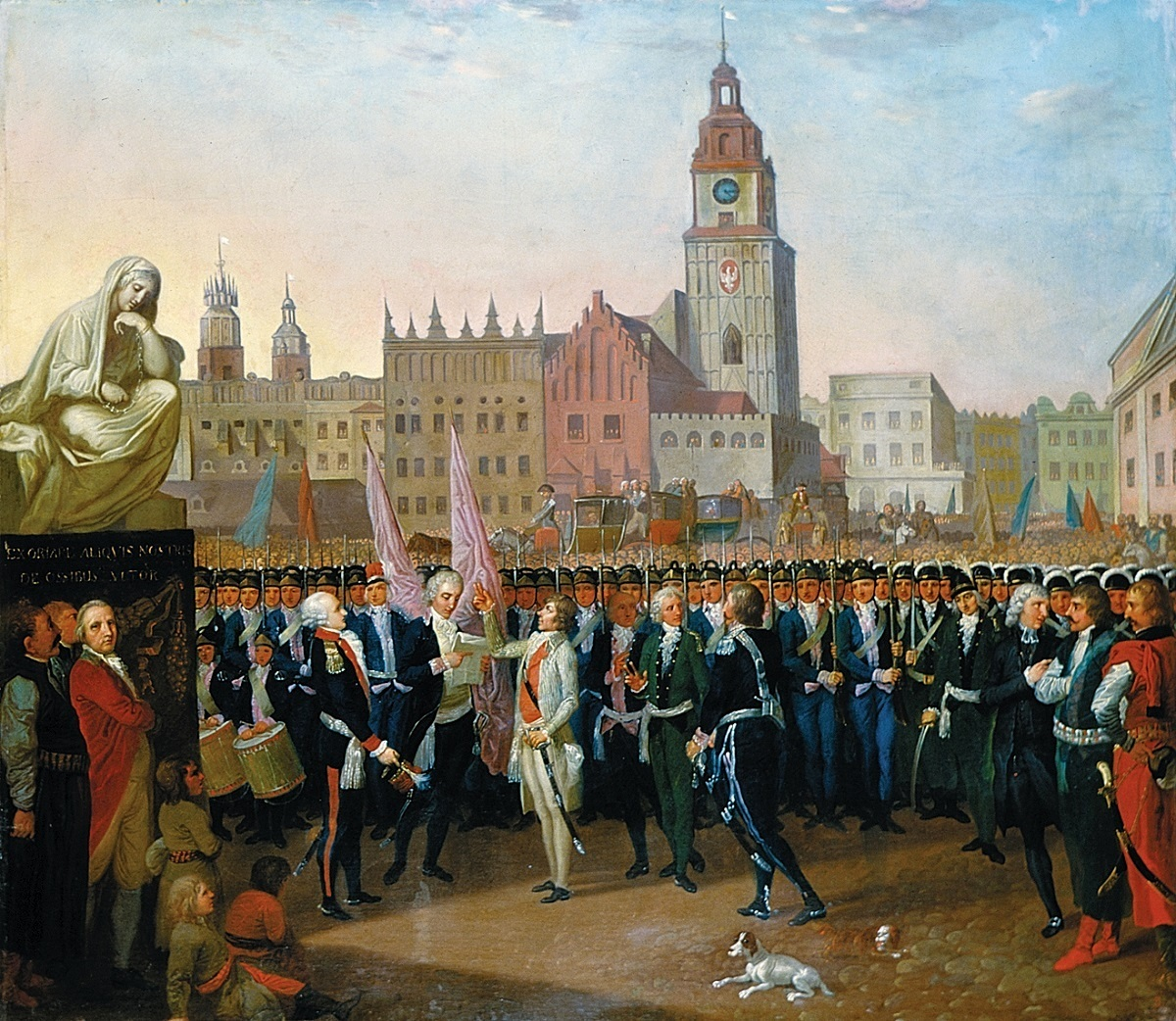
Kościuszko eskütétele Krakkóban

Andrzej Tadeusz Bonawentura Kościuszko (magyarosan Kosciuszko Tádé, lengyelül kiejtve [taˈdɛuʂ kɔɕˈt͡ɕuʂkɔ], magyarosan kiejtve kb. „Tadeus Koscsusko”) (Mereczowszczyzna, Lengyel–Litván Unió (ma: Fehéroroszország) 1746. február 4. – Solothurn, Svájc, 1817. október 15.), hadmérnök, lengyel és amerikai tábornok, az amerikai függetlenségi háború résztvevője, a nemzeti fegyveres erők főparancsnoka a nevét viselő, az Orosz Birodalom ellen indított 1794-es nagy felkelés idején, a lengyel, a litván, a fehérorosz és az amerikai nemzetek hőse.

## Származása és ifjúkora (1746–1775)
1746. február 4-én született a litvániai Breszti vajdaságban fekvő Mereczowszczyznában. Apja Ludwik Tadeusz Kościuszko, a litván hadsereg ezredese, anyja Tekla Ratomska volt. A család Konstanty Fiodorowicz Kostiuszko nemestől származott, aki udvari írnok volt I. Zsigmond lengyel király szolgálatában és 1509-ben birtokot kapott Siechnowiczében, ami a Kościuszkok ősi székhelye lett.
A család négy gyermeket nevelt (Anna, Józef, Katarzyna és Tadeusz), ő volt a legfiatalabb testvér. Hatéves korától a falusi paptól tanult olvasni, számolni. 1755-ben bátyjával, Józeffel együtt beíratták a lubieszówi Piarista Kollégiumba, amelyet Stanisław Konarski vezetett újfajta elvek és tananyag szerint. Az iskola egyik legjobb tanulója lett, latint, németet, franciát, történelmet, földrajzot, számtant, mértant és természetrajzot tanult. Ekkoriban fedezték fel rajztehetségét. 1760-ban a testvérek hazatértek az iskolából, mivel 1758-ban elhunyt apjuk és a család anyagi helyzete megrendült. Józef a családfő helyébe lépett, ő viszont a katonai pályát választotta és továbbtanult.
1765-ben II. Szaniszló Ágost (Stanisław August Poniatowski) lengyel király kezdeményezésére kadétiskola (Szkoła Rycerska) alakult Varsóban abból a célból, hogy felvilágosult, haladó szellemű tiszteket és polgárokat neveljen. A Czartoryski család támogatásával 1765. december 18-án felvételt nyert a kadétiskolába, ahol hamarosan újra kitűnt tehetségével. Lengyel és egyetemes történelmet, filozófiát, latint, lengyelt, franciát és németet, továbbá jogot, közgazdaságtant, számtant, geometriát és földmérést tanult. 1766-ban kitüntetéssel vizsgázott. Ezt követően részt vett egy kurzuson, amit a legkiválóbb műszaki hallgatóknak tartottak. Ennek elvégzése után a kadétiskola oktatója lett. 1768-ban a bari konföderáció oroszellenes fegyveres felkelésben nem vett részt, végül századosi rangban hagyta el az iskolát.
1769 októberében Józef Orłowskival Párizsba ment építészetet, erődépítészetet és festőművészetet tanulni. Orlowski társa és barátja volt a kadétiskolában. Királyi ösztöndíjjal tanult, amit Adam Kazimierz Czartoryski támogatásával nyert el. A Katonai Akadémián Versailles-ban Didier Gregoire Trinca volt a professzora, aki újszerű elveket dolgozott ki az erődítmények építésével kapcsolatban. Festészeti tanulmányait a Királyi Festészeti és Szobrászati Akadémián (Académie Royale de Peinture et de Sculpture) folytatta. Öt éven át tartózkodott Franciaországban, de különösebb hatással nem voltak rá a francia forradalom előtt álló ország viszonyai.
1775 nyarán visszatért Lengyelországba. Ez három évvel az ország első felosztása (1772) után történt, amikor a lengyel állam területének és népességének harmadát az Orosz Birodalom, a Habsburg Birodalom és a Porosz Királyság magához csatolta. Mivel a felosztás után a köztársasági hadsereg (Wojsko I Rzeczypospolitej) létszámát 10 000 főre csökkentették, nem sikerült katonai pályára kerülnie. A családi birtokon testvére látta vendégül, ő pedig Józef Sylwester Sosnowski litván tábori hetman, a lengyel-litván hadsereg egyik vezetőjének lányai mellett házi tanítóskodott. Az egyik lányt, Ludwikát feleségül szerette volna venni, de az apa nem járult hozzá az esküvőhöz alacsony származása és rangja miatt. Tervbe vette, hogy megszökteti a lányt, végül menekülnie kellett az apa haragja elől.

## Az amerikai függetlenségi háború (1776–1783)
1775 őszén Drezdába utazott, a szász választófejedelem szolgálatába akart állni. Mivel nem találta meg a szerencséjét, ezért továbbutazott Párizsba. Itt értesült az amerikai függetlenségi háborúról, amelyet lelkes francia segítséggel folytattak gyarmati telepesek Anglia ellen. Párizsban találkozott a híres íróval, Pierre-Augustin Caron de Beaumarchais-val, aki a függetlenedés szószólója volt.
Valószínűleg 1776 júniusában indult el Le Havre kikötőjéből Amerikába. A több mint két hónapig tartó és veszélyekkel teli utazás során többször került életveszélybe.
Az amerikai függetlenségi háborúban ezredesként harcolt George Washington oldalán. Philadelphiába érkezése után, 1776. szeptember 24-én azt a feladatot kapta, hogy tervezze meg a Delaware folyó mentén fekvő városi erődítmény megerősítését. Egész télen ezen a terven dolgozott.
1777 tavaszán északra, a kanadai határ közelébe vezényelték Horatio Gates tábornok parancsnokságához. Hónapokon át dolgozott a kontinentális hadsereg különböző katonai táborainak a megerősítésén, pl. New York államban Ticonderoga erődjén és a Saratoga melletti sáncépítésben, ahol később győztes csatát vívtak az amerikaiak. Nemcsak az építkezéseknél, de a csataterek kiválasztásánál és a helyszínek hadászati elemzésénél is kamatoztatta mérnöki ismereteit, számos amerikai győzelemhez járulva hozzá. Tehetsége elismeréseként 1778-ban megbízták a West Point erőd megtervezésével. A Hudson folyó melletti helyszínt az amerikai hadsereg főparancsnoka, George Washington választotta ki.
Saját kérésére később a déli hadsereghez vezényelték, ahol Nathanael Greene parancsnoksága alatt további sikereket ért el főmérnöki beosztásban.
A háború befejezése után, 1783. május 13-án meghívást kapott a legkiválóbb veterán tisztek által alapított Cincinnati Társaságba (Society of Cincinnati), mely a függetlenségi harcra való emlékezésre és egymás baráti támogatására kötelezte magát. Ebben a megtiszteltetésben csak három külföldi nemzet fiai részesültek (Franciaország, Lengyelország és Svédország). Odaadó és hűséges szolgálatáért a Kontinentális kongresszus október 13-án egy határozatában az amerikai hadsereg dandártábornokává léptette elő. Megkapta az Egyesült Államok állampolgárságát, s egyidejűleg kb. 200 hektár földbirtokot adományoztak neki azzal a feltétellel, hogy letelepedik. Jelentősebb pénzösszeget is kapott, melyet az állam nehéz anyagi helyzete miatt éves részletekben terveztek megfizetni a számára.
Több éven át egyik szárnysegédje a fekete Agrippa Hull volt, akit barátként kezelt az egyenlőség elve alapján. Philadelphiában találkozott Kis Teknős (angolul: Little Turtle, algonkin nyelven: Mihšihkinaahkwa) indián vezetővel, akinek pisztolyt adományozott azzal, hogy védelmezze meg a népét.

## A Lengyel-Litván Unió harcai (1784–1792)
1784. július 15-én visszaindult Lengyelországba, ahová augusztus 26-án érkezett meg. Az országban rossz helyzet fogadta, az a veszély fenyegetett, hogy a környező országok teljesen felszámolják a lengyel államot. Saját életében is akadályokba ütközött, mivel ismételten nem kapott katonai beosztást a király és a Czartoryskiak szembenállása miatt.
Az elhanyagolt családi birtokon, Siechnowiczében telepedett le, ahol öt esztendőt töltött. Testvére, Józef nem alapított családot és ekkor már nem élt. Sógora, Piotr Estko segítségével azonban rendszeres jövedelemhez tudott jutni még megmaradt birtokrészéből. Annak ellenére, hogy a szerény haszon a szükséges kiadásai fedezésére sem volt elegendő, enyhítette a siechnowiczei jobbágyok terheit.  A földjén heti két napot kellett robotban dolgozniuk, az asszonyokat pedig mentesítette ez alól a munka alól. Bár nőtt a birtok hatékonysága, a helyi nemesség nem nézte jó szemmel az intézkedéseit.
Hugo Kołłątaj, a Krakkói Egyetem rektora tanítani hívta, amit rossz anyagi helyzete ellenére visszautasított.
Az országban zajló események iránt élénken érdeklődött. A politikai életben egyre nagyobb szerepet vitt a reformok mellett elkötelezett lengyel hazafiak csoportja, radikalizálódott a nemesség, a jelentős politikai írók pedig, mint Stanisław Staszic és Kołłątaj, a városi polgároknak és a jobbágyoknak is jogokat követeltek.
A reform legfontosabb intézkedéseit az 1788 és 1792 között ülésező nagy szejm hozta meg. Egyik első határozatában elrendelte a hadsereg létszámának 100 000 főre emelését. Bár a döntés teljes egészében nem valósult meg, Kościuszko előtt mégis megnyitotta a kapukat, 1789. október 12-én vezérőrnagyi kinevezést kapott a királytól. A hosszú idő óta tartó anyagi gondjai megszűntek, mert a beosztás évi 12 000 złoty fizetéssel járt. Ekkoriban írt egy javaslatot a hadsereg amerikai mintára történő megreformálására. Kifejtette, hogy szükséges lenne az állandó hadsereg mellett nemzeti milíciát is felállítani, amelynek a polgárok, jobbágyok és zsidók is a tagjai lehetnének. Javasolta, hogy a polgári jogokat terjesszék ki rájuk, mivel így érdekeltté válnak a haza védelmében. A tervezetét nem tárgyalták meg.
1791. május 3-án a szejm megalkotta Európa első, a világtörténelem második kartális alkotmányát, a május 3-i alkotmányt. A lengyel társadalmi, jogi és politikai reformokat egyes mágnások azonban ellenezték és a Lengyelországot részben megszállva tartó idegen hatalmakhoz fordultak segítségért. 1792 áprilisában Szczęsny Potocki, Seweryn Rzewuski és Franciszek Ksawery Branicki összeesküvést szerveztek, hogy eltöröljék az új alkotmány rendelkezéseit. Május 14-én megalakították a targowicai konföderációt Szentpéterváron. A régi törvények és rend visszaállítása felett II. Katalin orosz cárnő bábáskodott.
Közben a lengyelek igyekeztek felkészülni a várható külső katonai beavatkozásra, a munkálatokban Kościuszko is részt vett. A hadsereg átszervezése 1792 májusában fejeződött be. Vezetője a király unokaöccse, Józef Antoni Poniatowski herceg lett.
Az orosz hadsereg, mintegy 100 000 katona május 18-án lépett lengyel területre. Kezdetét vette az 1792. évi lengyel–orosz háború, amelyben az oroszok háromszoros számbeli fölényben voltak a lengyelekkel szemben. A litván hadsereg parancsnoka, Württembergi Lajos árulást követett el. Nem vette fel a harcot a támadókkal, akik ellenállás nélkül tudtak előrehaladni. A hadsereg nem volt képes megakadályozni az Ukrajnába való behatolást, mindössze annyit ért el, hogy jelentősebb veszteségek nélkül tudott hátrálni. A visszavonulás során, június 18-án Zielence mellett a lengyelek váratlan győzelmet arattak az oroszok felett. Bár katonailag nem volt jelentősége a sikernek, azonban megmutatta, hogy lehetséges a győzelem. Ekkor alapították a legmagasabb lengyel háborús kitüntetést (Order Virtuti Militari), amelyet Kościuszko is megkapott. Július 7-én Włodzimierznél, majd július 18-án Dubienkánál is jelentős harci érdemeket szerzett. Miután a Bug folyónál a dubienkai csatában visszaverte a többszörös erőfölényben lévő orosz hadsereget, 1792. augusztus 1-jén előléptették altábornaggyá. A király Fehér Sas-renddel akarta kitüntetni, amit köztársaságiként visszautasított. Győzelmei elismeréseként viszont Franciaország tiszteletbeli állampolgári címmel tüntette ki.
A király ekkor váratlanul csatlakozott a targowicai konföderációhoz és minden oroszellenes tevékenység beszüntetésére adott parancsot. A háború az oroszok javára eldőlt.

## A politikai emigráció (1792–1793)

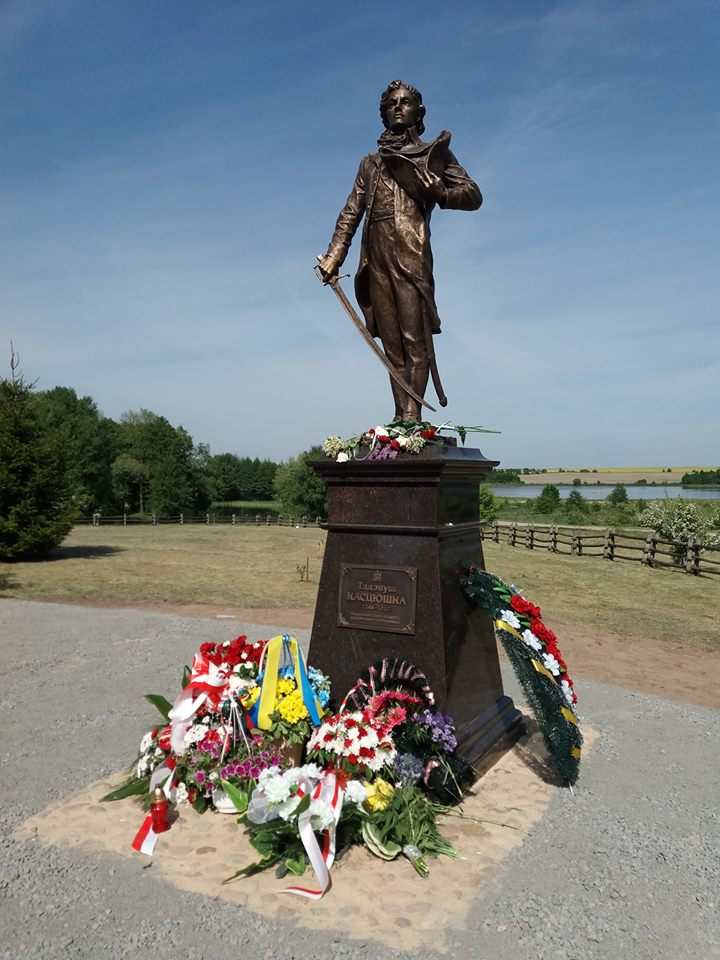
Kościuszko emlékműve Mieračoŭščyna, Fehéroroszország

Számos lengyel hazafi az ország elhagyására készült. Szászországba, ezen belül Lipcsébe és Drezdába igyekeztek eljutni, ahol szívesen fogadták a targowicai konföderáció száműzetésbe kényszerült ellenfeleit. Kościuszko 1792 októberében levélben tájékoztatta Izabela Czartoryska hercegnőt, hogy ő is Lipcsébe akar utazni. Ekkor már a városban tartózkodott Ignacy Potocki és Kołłątaj, akik felkelést szerveztek a targowicai összeesküvők és az őket támogató orosz megszállók ellen. 1793 tavaszán Lengyelországban újabb titkos központ alakult, ami több kisebb, korábbi szerveződést fogott össze. Ennek élén Ignacy Działyński, Karol Prozor és mások álltak, szoros kapcsolatot tartva a külföldi emigrációs központtal.
Lipcsében Kościuszko mindössze két hétig maradt, majd az emigráció megbízásából Párizsba utazott. Támogatást igyekezett szerezni a tervezett lengyel felkeléshez, de tényleges kötelezettségvállalásokat nem kapott. 1793 elején elhagyta a francia fővárost, mivel a francia forradalmat eláruló Charles-François Dumouriez külügyminiszter és tábornok felfedte az osztrákok előtt a lengyel emigráció, illetve Franciaország osztrák- és oroszellenes terveit.
Bár a megvalósítás módozatai csak lassan körvonalazódtak, azonban a felkelésnek időközben igen kedvező feltételei alakultak ki Lengyelországban. 1793. január 13-án a Porosz Királyság és az Orosz Birodalom megállapodást írt alá az ország második felosztásáról. Június 17-én összehívták a grodnói szejmet, ami némi vonakodás után elfogadta a felosztás tényeit. Lengyelország területe ezzel alig 200 000 km²-re, lakosságának lélekszáma pedig 4 millió főre csökkent. A gazdaság romokban hevert, a társadalom mind anyagi, mind erkölcsi szempontból tönkrement. A következmények még a targowicai konföderáció elvakult híveit is kijózanították. A legtöbb lengyel előtt világossá váltak a megszállók valódi szándékai, hogy az évszázados kiváltságok visszaállítása helyett Lengyelország végletes meggyengítésére törekednek. Mindez egyre inkább kedvezett a fegyveres függetlenségi harc megindításának.
1793 júniusában Kościuszko visszatért Párizsból Drezdába, ahol kidolgozta a nemzeti felkelés részletes tervét. Megállapította, hogy a feltételek egyelőre még nem teljesen adottak, és a terv végrehajtását bizonytalan időre elhalasztotta. Szeptemberben titokban Lengyelországba utazott, ahol személyes tapasztalatokat gyűjtött az ország helyzetéről. Útja során a lengyel hadsereg magas rangú tisztjeivel találkozott, köztük Józef Wodzikcival. Mivel a felkelés előkészületei lassan haladtak, úgy határozott, hogy Itáliába utazik és csak 1794 februárjában tér majd vissza. Lengyelországban azonban gyorsan romlott a helyzet. A kormányként működő Állandó Tanács (Rada Nieustająca) csökkenteni kezdte a lengyel hadsereg létszámát, egyes egységeket pedig az orosz hadseregbe olvasztottak. Az oroszok tudomást szereztek a varsói szervezkedésről, és megkezdték a politikusok és tisztek letartóztatását. Kościuszko így kénytelen volt korábban megkezdeni terve végrehajtását és 1794. március 15-én elindult Krakkóba.

## A Kościuszko-felkelés (1794)
1794. március 24-én a krakkói piactéren (Rynek Główny w Krakowie) ünnepélyesen esküt tett a nemzet előtt. Ezzel formálisan elvállalta a felkelés vezetését és a nemzeti fegyveres erők főparancsnoki tisztét. Egy feltevés szerint a lengyelek ettől a naptól tisztelegnek két ujjal, ami a „becsület és haza” jelszavára emlékezteti őket (Honor i Ojczyzna).
A felkelés március 24-től november 16-ig tartott. Április 4-én zajlott a győztes racławicei csata, amelyet Jan Matejko is megfestett a Kościuszko Racławicénél című festményén. A győzelem hírére április 17-én Varsóban felkelés tört ki Jan Kiliński vezetésével.
Május 7-én fogadták el a połanieci univerzálét, ami a felkelés legfontosabb jogszabálya és politikai dokumentuma volt.
A harcok ideje alatt Kościuszko számos újítást vezetett be a hadsereg és a hadviselés megreformálása érdekében, részben amerikai minták alapján. Gyorsan mozgó parasztmilíciát, mesterlövész-egységeket hozott létre, utóbbiakba a nagy gyakorlattal rendelkező vadászokat és erdészeket sorozták be.
Október 10-én Varsó védelmében, a maciejowicei csatában Kościuszko megsebesült és fogságba esett. Az oroszok Szentpétervárra, a Péter-Pál erőd börtönébe szállították, és a felkelés hamarosan elbukott.

## A végleges emigráció (1796–1817)
I. Pál orosz cár 1796. november 26-án szabadon engedte azt követően, hogy hűségesküt tett neki. A cár – aki gyűlölte Nagy Katalint és új politikát hirdetett a lengyelekkel kapcsolatban – ezt az árat követelte azért, hogy a börtönökben fogvatartott vagy Szibériába száműzött mintegy 20 000 lengyel visszanyerje a szabadságát. Egyidejűleg 12 000 rubelt utalt ki neki, amit Kościuszko esküje visszavonásakor, 1798-ban igyekezett visszafizetni.
Kiszabadulása után Finnországon át Svédországba, Stockholmba ment a barátaival, köztük Julian Ursyn Niemcewiczcsel. Onnan Londonba majd Bristolba utazott. Angliai útja során találkozott William Wordsworth költővel, akinek a verseit ismerte az orosz fogság idejéből. 1797. június 17-én elhajózott az USA-ba, Philadelphiába augusztus 18-án érkezett meg.
Körútján mindenhol lelkesedéssel fogadták az egyszerű emberek. Nemcsak a lengyel nemzeti hőst látták benne, de a szabadságért harcoló nagy hadvezért is. Barátságot kötött az akkor még csak alelnök Thomas Jeffersonnal, akit megbízott azzal, hogy halála után hajtsa végre a végrendeletét. Ebben úgy határozott, hogy amerikai vagyonát rabszolgák felszabadítására és oktatására fordítsák (akaratát Jefferson nem hajtotta végre, amiért napjainkig bírálják). Mivel a föderalisták nem rokonszenveztek vele, ezért néhány hónapos út után visszatért Európába. Döntéséhez az is hozzájárult, hogy a napóleoni háborúk keretében Jan Henryk Dąbrowski vezetésével lengyel katonák harcoltak Napóleon zászlaja alatt Franciaországban és Itáliában, illetve hogy hírt kapott arról, Talleyrand francia politikus az erkölcsi és állami vezetői támogatását keresi porosz ellenes harcához.
1798. június 28-án érkezett meg Franciaországba, de Talleyrand-nak ekkorra már megváltoztak a vele kapcsolatos tervei. 1799-ben csatlakozott a Lengyel Republikánusok Szövetségéhez (Towarzystwa Republikanów Polskich).
1799. október 17-én és november 6-án találkozott Napóleonnal. Az akkor még tábornok „bolondnak” tartotta, aki „túlbecsüli lengyelországi befolyását”. Kościuszko ugyanakkor bizalmatlan volt vele szemben és nem vállalta a lengyel légiók vezetését. Úgy gondolta, hogy Napóleon Lengyelországgal kapcsolatos tervei – így pl. a Varsói Hercegség létrehozása – nem a lengyel függetlenséget és szabadságot, hanem a francia nagyhatalmi érdekeket és saját diktatórikus céljait szolgálják.
1807-től 1814-ig a La Genevraye melletti Berville-kastélyban élt a svájci Peter Josef Zeltnernél, Solothurn város tanácsnokánál.
1808-ban tüzérségi szakkönyvet adott ki.
Napóleon bukása után, 1815-ben I. Sándor orosz cár kereste meg. Azonban a bécsi tárgyalásaik során kiderült, hogy a cár által létrehozni kívánt bábállam, a Kongresszusi Királyság még a Varsói Hercegségnél is kisebb területtel rendelkezne. Kościuszko ezen felháborodott és elhagyta Bécset. Valószínűleg ebben az évben költözött a svájci Solothurnba, ahol a polgármester, Franz Xaver Zeltner házában élt a Gurzelngasse 12. szám alatt.
1817. április 2-án felszabadította lengyelországi jobbágyait, de a cár nem hagyta jóvá a döntését. Korábbi sebesülései miatt ekkoriban már igen rossz egészségi állapotban volt. 1817. október 15-én hunyt el Solothurnban.

## Temetések
Kościuszko első temetését 1817. október 19-én tartották Solothurnban egy jezsuita templomban. Amint híre kelt a halálának, Lengyelország-szerte szintén megemlékezéseket tartottak a tömegek. 1818-ban átszállították a testét a krakkói Szent Flórián-templomba, ahova április 11-én érkezett meg. Június 22-én vagy 23-án helyezték örök nyugalomra a waweli székesegyházban, a lengyel királyok és nemzeti hősök panteonjában. A temetés alatt ágyúk dörögtek, és a Zsigmond-harang szólt.
Kościuszko belső szerveit, amelyeket a balzsamozáskor távolítottak el, Zuchvilban temették el Solothurn közelében. A kegyeleti hely máig megvan, 1820-ban emlékkövet és lengyel emlékkápolnát emeltek itt. A szívét azonban egy urnában külön tartották, ami először Rapperswilben a Lengyel Múzeumban volt elhelyezve. Az urnát 1927-ben Lengyelországba szállították, és a varsói királyi palota kápolnájában helyezték el.

## Emlékezete

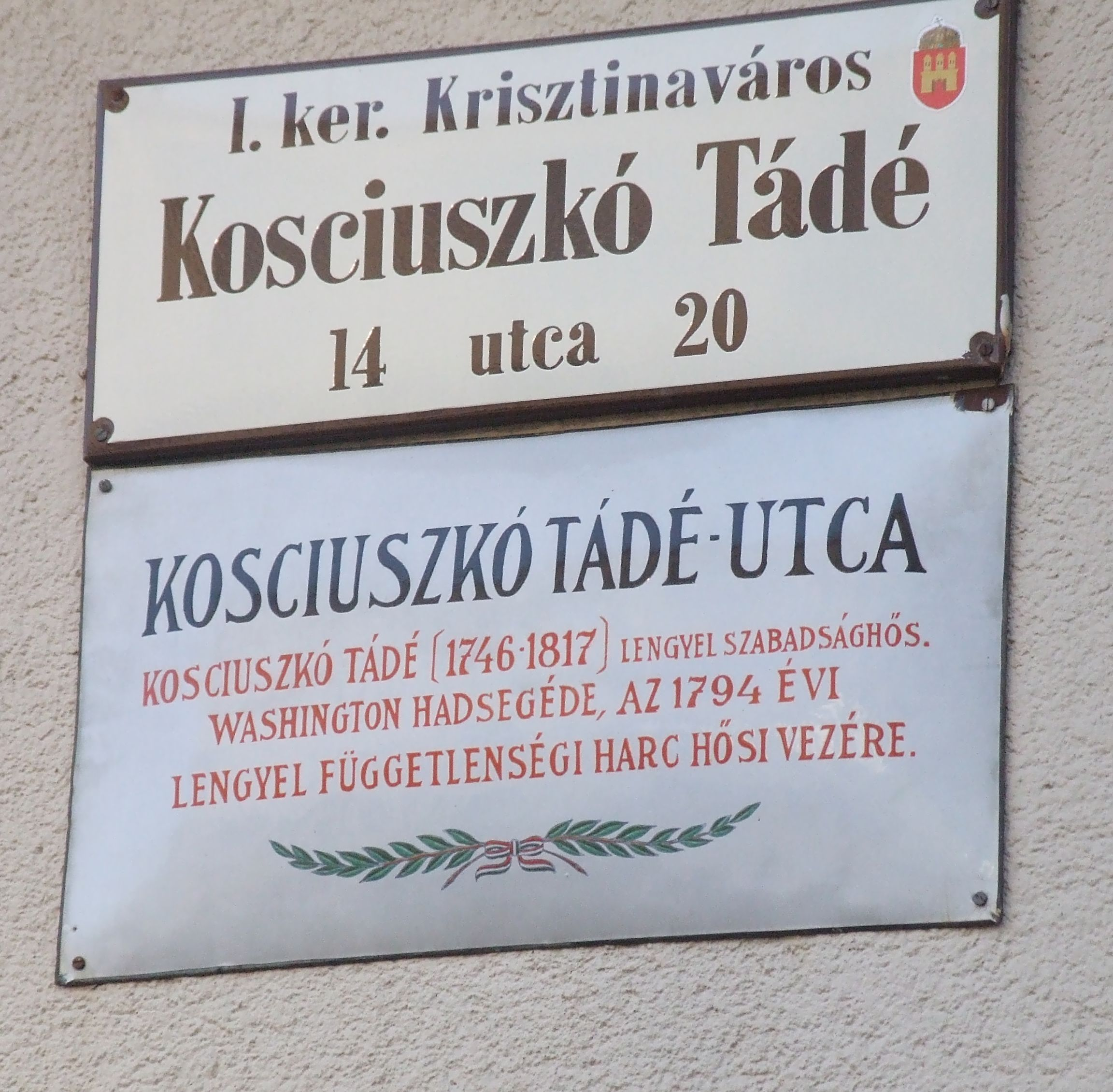
Budapesten, a Krisztinavárosban utca őrzi emlékét

Több ország nemzeti hőseként számtalan helyet neveztek el róla. Ezek közül kiemelkedik Ausztrália legmagasabb, 2228 méteres csúcsa, a Mount Kosciuszko, amelyet Paweł Edmund Strzelecki lengyel felfedező nevezett el róla 1840-ben. A csúcs körül hozták létre a Kościuszko Nemzeti Parkot.
1823-ban a krakkói polgárok a városban található 7–8. századi halmok mintájára apró dombot emeltek emlékére, melyet Kościuszko-halomnak neveznek.
1948-tól a volt Koronaőr utca viseli a nevét Budapesten, a Krisztinavárosban.
2020-ban a George Floyd halála miatt kitört egyesült államok-beli zavargásokban megrongálták a Fehér Ház közelében álló szobrát (1910).

## Külső hivatkozások
- Nizalowski Attilaː Egy nép, melyet tenyerén hordott az Isten. A lengyel felvilágosodásról Kościuszko halálának 200. évfordulóján. Polgári Szemle, 13. évf. 1–3. szám, 2017, 207–217. polgariszemle.hu
- TÁDÉ KOŚCIUSZKO  – Katona, politikus, filmsztár? Az élete egy kész sikerfilm forgatókönyve.[halott link] kosciuszko.info

## Fordítás
- Ez a szócikk részben vagy egészben a Tadeusz Kościuszko című lengyel Wikipédia-szócikk ezen változatának fordításán alapul.  Az eredeti cikk szerkesztőit annak laptörténete sorolja fel. Ez a jelzés csupán a megfogalmazás eredetét és a szerzői jogokat jelzi, nem szolgál a cikkben szereplő információk forrásmegjelöléseként.